# Sonic und die Geheimen Ringe
Sonic und die Geheimen Ringe (jap.: ソニックと秘密のリング, Hepburn: Sonikku to Himitsu no Ringu; engl. Sonic and the Secret Rings) ist ein 3D-Jump-’n’-Run-Videospiel, das vom Sonic Team entwickelt und von Sega erstmals in Nordamerika am 20. Februar 2007 für die Wii veröffentlicht wurde.
Es handelt sich dabei um ein Spin-off der Serie, in dem Sonic the Hedgehog in das Märchenbuch von Tausendundeine Nacht gezogen wird. Die größte Eigenheit des Spiels ist die Bewegungssteuerung durch Drehen und Neigen der Wiimote.
Das Spiel erhielt, ebenfalls auf der Nintendo Wii, eine Fortsetzung namens Sonic und der Schwarze Ritter (2009).

## Handlung
Der Ringgeist Shahra erreicht den schlafenden Sonic the Hedgehog und zieht ihn in das Märchenbuch von Tausendundeine Nacht, wo der bösartige Erazor Djinn aus Aladins Wunderlampe dabei ist, die Seiten des Buches und damit die Welten von tausendundeiner Nacht zu zerstören. Sonic erklärt sich dazu bereit, zu helfen und sammelt die sieben Weltenringe, um Erazor Djinn zu besiegen. Dabei erhält er Hilfe von Ali Baba (Tails), Sindbad (Knuckles) und König Shahryar (Dr. Eggman).
Im Kampf zwischen Sonic und Erazor Djinn wirft sich Shahra in Erazor Djinns Schwertangriff und opfert sich selbst, um Sonic das Leben zu retten. So verfügt Erazor Djinn über die Macht der sieben Weltenringe und verwandelt sich in Alf-Layla-wa-Layla, doch auch Sonic verwandelt sich in Darkspine Sonic und schafft es, Alf-Layla-wa-Layla zu besiegen. Wieder in der Gestalt des Erazor Djinn ist Sonic im Besitz der Wunderlampe und damit sein Meister. Er setzt seine drei Wünsche dazu ein, Shahra wiederzubeleben, das Buch von Tausendundeiner Nacht wieder komplett wiederherzustellen und Erazor Djinn für immer in Aladins Wunderlampe gefangen zu halten. Mit dem wiedererlangten Frieden kehrt Sonic in seine Welt zurück, wobei unklar bleibt, ob er dies alles nur geträumt hat.

## Gameplay
In Sonic und die Geheimen Ringe übernimmt der Spieler die Kontrolle über den blauen Igel Sonic in einem dreidimensionalen Jump-’n’-Run-Abenteuer. Dabei läuft Sonic von selbst und der Spieler kann die Spielfigur durch Neigen der Wiimote nach links oder rechts in die entsprechende Richtung befördern, auf Knopfdruck springen oder abbremsen. Im abgebremsten Zustand ist es zudem möglich, vorsichtig rückwärts zu laufen, indem man die Wiimote zu sich hin dreht. In der Luft kann Sonic mit einer ruckartigen Bewegung der Wiimote nach vorne eine Homing Attack auf Gegner ausführen.
Das Spiel besteht aus acht Action Stages (Lost Prologue, Sand Oasis, Dinosaur Jungle, Evil Foundry, Levitated Ruin, Pirate Storm, Skeleton Dome und Night Palace), die als Level definiert werden können. Man muss in verschiedenen Leveln Aufgaben meistern, um wiederum neue Aufgaben und Level freizuschalten. Meistert man die Aufgaben, wird die Geschichte vorangetrieben. Gleichzeitig kann man Feuerseelen sammeln, die Minispiele für den Mehrspielermodus freischalten. Während man spielt, erreicht Sonic höhere Level, dadurch erhält man Fertigkeitspunkte. Eingeschränkt von den Fertigkeitspunkten können Sonic verschiedene Fähigkeiten verliehen werden, dass er beispielsweise weiter springt oder schneller rennt. Es gibt etwa 100 verschiedene Fähigkeiten, die beinahe beliebig miteinander kombiniert werden können.
Im Mehrspielermodus treten die Spieler in verschiedenen Minispielen gegeneinander an, um das Ziel zu erreichen. Am besten stehen die Chancen für denjenigen, der die meisten Minispiele gewinnt. Zu Beginn stehen die Charaktere Sonic, Tails, Knuckles und Amy zur Auswahl, durch gesammelte Feuerseelen im Einzelspielermodus können zudem Shadow, Silver, Blaze und Cream freigeschaltet werden.

## Synchronisation
| Synchronsprecher in Sonic und die Geheimen Ringe | Synchronsprecher in Sonic und die Geheimen Ringe | Synchronsprecher in Sonic und die Geheimen Ringe |
| Figur im Spiel                                   | Englischer Synchronsprecher                      | Japanischer Synchronsprecher                     |
| ------------------------------------------------ | ------------------------------------------------ | ------------------------------------------------ |
| Sonic the Hedgehog                               | Jason Anthony Griffith                           | Jun'ichi Kanemaru                                |
| Shahra                                           | Erica Schroeder                                  | Mai Nakahara                                     |
| Erazor Djinn                                     | Peter Cormican                                   | Masashi Ebara                                    |
| Ali Baba / Tails                                 | Amy Palant                                       | Ryō Hirohashi                                    |
| Sindbad / Knuckles                               | Dan Green                                        | Nobutoshi Canna                                  |
| König Shahryar / Dr. Eggman                      | Mike Pollock                                     | Chikao Ōtsuka                                    |
| Amy Rose                                         | Lisa Ortiz                                       | Taeko Kawata                                     |
| Shadow the Hedgehog                              | Jason Anthony Griffith                           | Kôji Yusa                                        |
| Silver the Hedgehog                              | Pete Capella                                     | Daisuke Ono                                      |
| Blaze the Cat                                    | Erica Schroeder                                  | Nao Takamori                                     |
| Cream the Rabbit                                 | Rebecca Honig                                    | Sayaka Aoki                                      |
| Omochao                                          | Rebecca Honig                                    | Etsuko Kozakura                                  |

## Entwicklung
Während der Entwicklung von Sonic the Hedgehog (2006) forderte Sega vom Sonic Team nicht nur eine PlayStation-3- und Xbox-360-Version dieses Spiels, sondern auch einen Port für Nintendos kommende Konsole Nintendo Wii, die zu diesem Zeitpunkt noch den Entwicklungsnamen Nintendo Revolution trug. Schnell wurde jedoch klar, dass dies technisch kaum möglich war, weswegen man sich für ein komplett neues, für das System zugeschnittenes Spiel entschied. Dafür wurde das Sonic Team halbiert, sodass eine Hälfte unter Shun Nakamura weiter an Sonic the Hedgehog (2006) arbeitete und die andere Hälfte begann unter der Leitung von Yojiro Ogawa mit der Entwicklung des Wii-Spiels. Dabei hatte Yojiro Ogawa von Beginn an im Sinn, Sonic mittels Bewegungssteuerung zu lenken.
Das Spiel war erstmals auf der Electronic Entertainment Expo 2006 unter dem Entwicklungsnamen Sonic Wild Fire zu sehen. Auf einem späteren Nintendo-Presseevent trug es den Namen Hyper Sonic und anschließend Sonic and the Secret of the Rings, ehe es zum finalen, internationalen Titel Sonic and the Secret Rings umbenannt wurde, dessen deutsche Version den Titel Sonic und die Geheimen Ringe trägt.

## Rezeption
Das Spiel erhielt gemischte Wertungen, da die pure Bewegungssteuerung als unterschiedlich spielspaßfördernd oder -mindernd angesehen wurde.

„Sega zeigt eindrucksvoll, wie exklusive Wii-Spiele auszusehen haben: Schicke Kunterbuntgrafik, clever erdachte Kontrollen, motivierende Modi – die Ringjagd macht vieles richtig. Schade allerdings, dass trotz der eigentlich simplen Mechanik oft Frust aufkommt. Die Leveldesigner sollten mal Nachhilfe bei Nintendo nehmen!“

„Das Wii-Abenteuer des Sega-Maskottchens hätte man auch  „Sonic, der interaktive Film“ nennen können. Schließlich sind meine Einflussmöglichkeiten auf den blauen Blitz sehr begrenzt. Das stört mich allerdings nicht weiter – die verzögerte Steuerung und die vielen Designpatzer dagegen schon. Grafisch gefällt mir die Tempo-Bolzerei dafür außerordentlich gut. Grafisch tolles Highspeed-Jump'n'Run, das dem Spieler die Zügel aus der Hand nimmt und ihm dafür eine große Portion Frust vorsetzt.“

Sonic und die Geheimen Ringe wurde weltweit insgesamt 1,2 Millionen Mal verkauft und übertraf so die Verkaufszahlen des eigentlichen Ursprungsspiels Sonic the Hedgehog (2006) deutlich.